# 内金
内金（うちきん）とは商業用語の一つ。
売買契約が成立した場合に、商品が引き渡される以前に買い手から売り手に対して支払われる代金や報酬の一部を内金と言う。似たような言葉に手付金というものがあるが、内金は手付金とは違い法律で定められている言葉ではない。内金には手付金のように一定の金銭の損失と引き換えに契約を解除できると法律で定められていない。一般に内金と設定されている金額は手付金と比較してみれば高くなっており、価格の2割から5割程度となっている。